# Christiansborg Rundt
Christiansborg Rundt är en årlig simtävling som arrangeras av Dansk Svømmeunion och avgörs sedan 2006. Tävlingen går i kanalerna runt riksdagshuset Christiansborg i Köpenhamn.
Evenemangsområdet ligger på Slotsholmen, den ö som Christiansborg ligger på. Simmarna startar i Fredriksholms kanal för att sedan simma förbi den Sorte Diamant, fortsätter sedan under Knippelsbro, förbi Børsen, Højbro Plads och Gammel Strand för att slutligen åter simma in i Fredriksholms kanal där målet ligger. Banan är cirka 2 000 meter lång och har flytande avgränsningar. Runt hela banan finns livräddare.

### Fotnoter
1. ↑  Sandie Eza Vickneswaravel (29 augusti 2016). ”På med badehætten og rundt om Christiansborg” (på danska). Danmarks radio. https://www.dr.dk/nyheder/indland/billeder-paa-med-badehaetten-og-rundt-om-christiansborg. Läst 4 mars 2017.